# Neunte Norwegische Antarktisexpedition

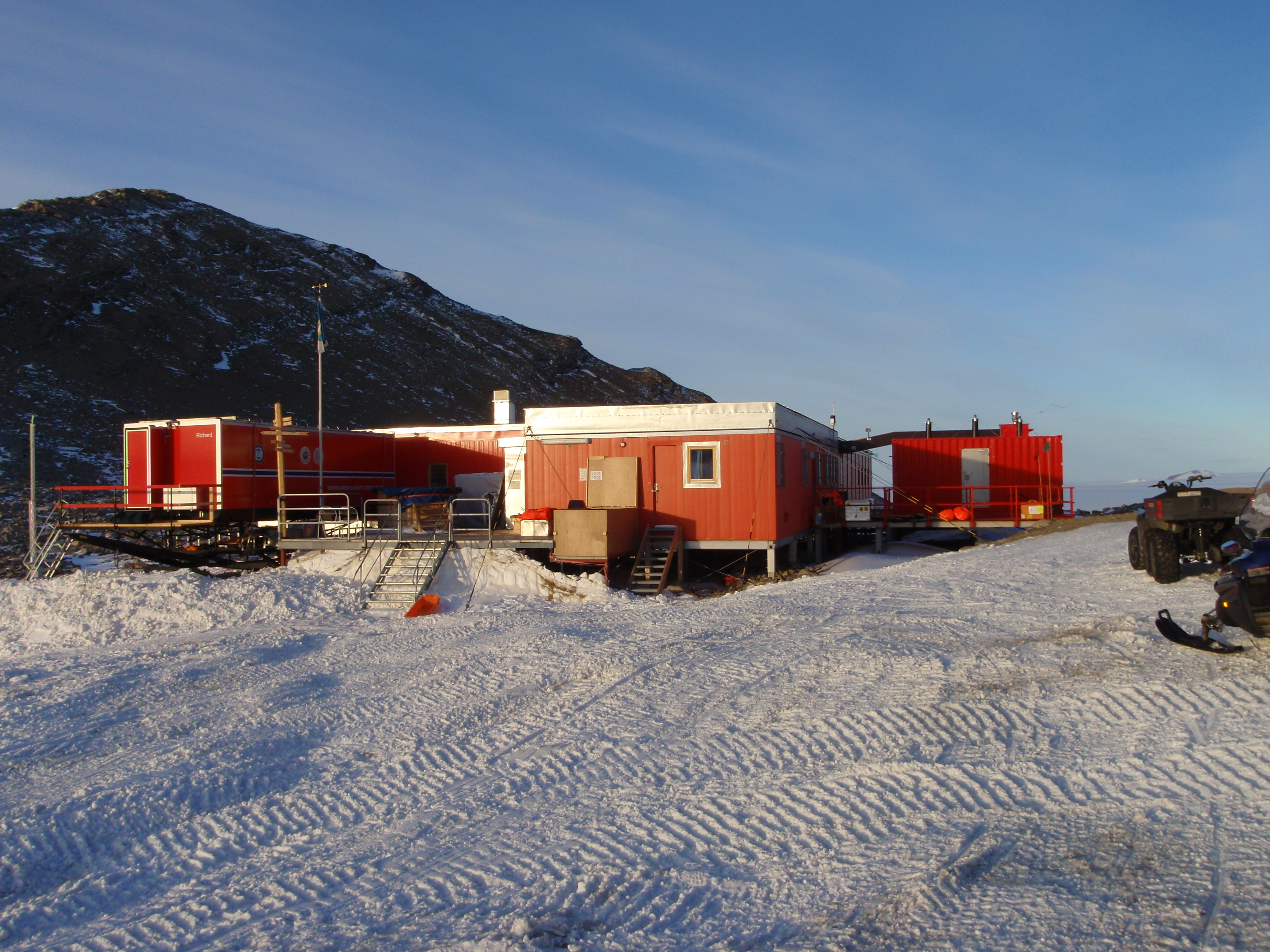
Die bei der Expedition errichtete Troll-Station

Die Norwegische Antarktisexpedition 1989–1990 (NorAE 1989–1990) war eine vom Norwegischen Polarinstitut finanzierte Forschungsreise in die Antarktis. Die vom Klimatologen und Glaziologen Olav Orheim (* 1942) geleitete Unternehmung mit dem Forschungsschiff Andenes diente in erster Linie der Errichtung der Troll-Station in der Mayrkette der Gjelsvikfjella im Königin-Maud-Land.